# تشانغ وو ييه
تشانغ وو ييه (بالإنجليزية: Chang Wu-yeh)‏ (مواليد 19 ديسمبر 1978 في تايتشونغ) لاعب كرة قدم تايواني دولي معتزل كان يجيد اللعب في مركز الدفاع .

## روابط خارجية
- تشانغ وو ييه على موقع قاعدة بيانات كرة القدم.إي يو (الإنجليزية)
- تشانغ وو ييه على موقع ناشيونال فوتبول تيمز (الإنجليزية)